# 达姆施塔特城市教堂

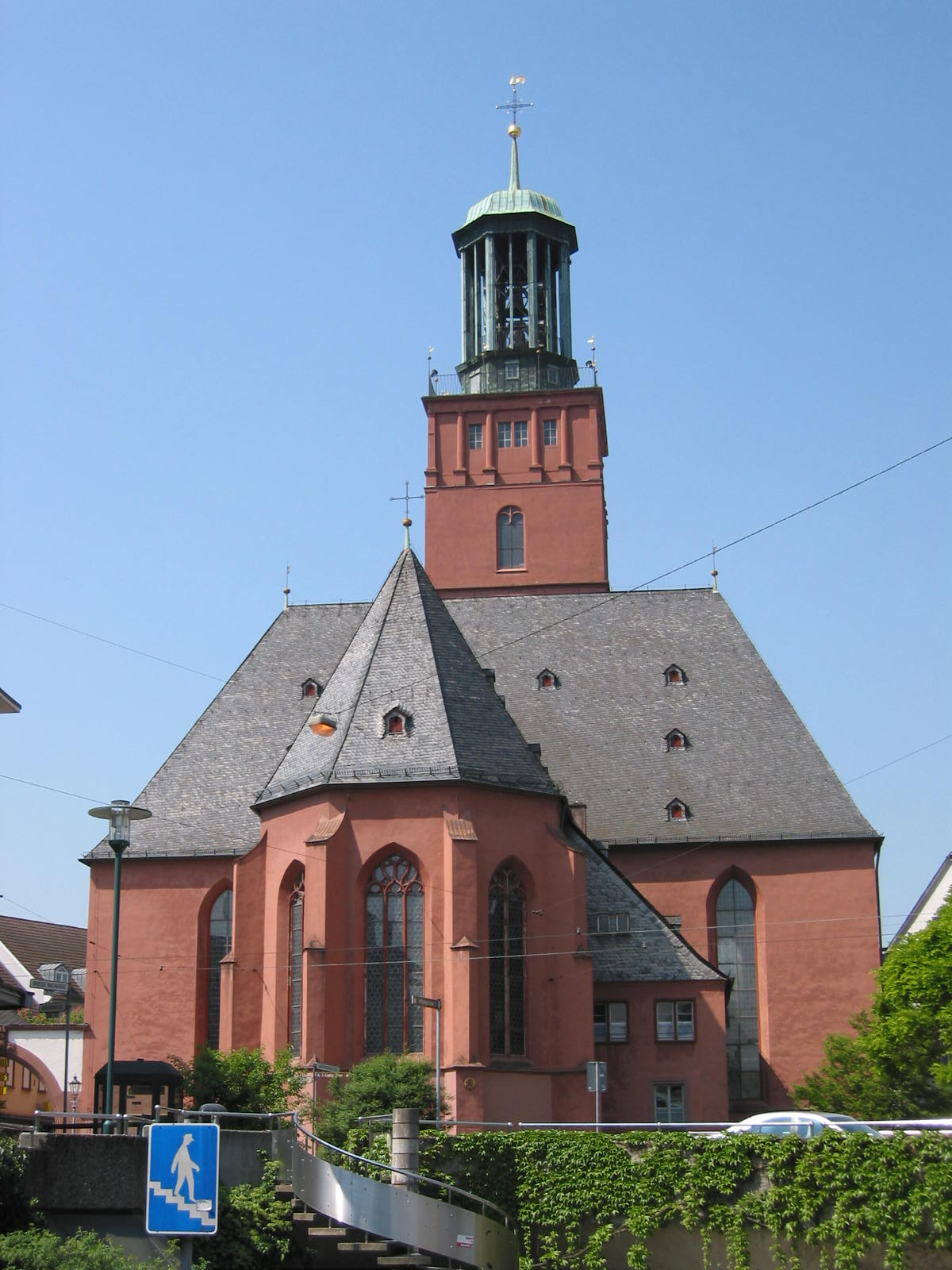

达姆施塔特城市教堂 (德語：Stadtkirche Darmstadt) 是德国达姆施塔特的主要新教教堂，但不再是黑森和拿骚福音教会的主教驻地（在圣保罗堂）。

## 位置
教堂位于达姆施塔特大公宫殿以南约200米处，堂内仍保存1576年到1972年黑森 - 达姆施塔特大公家族成员的坟墓。
钟楼高63米，是达姆施塔特最高的建筑之一。

## 历史
这是该市最古老的教堂。最初供奉圣母玛利亚。在12世纪首次见于记载。但是，目前的建筑均为17世纪以后兴建。自1844年到1929年，该堂保留大公座位。1943年和1944年的空袭严重损害了教堂。1946-1952年重建。自2005年以来，该堂春秋两季定期举办爵士乐音乐会和音乐节。

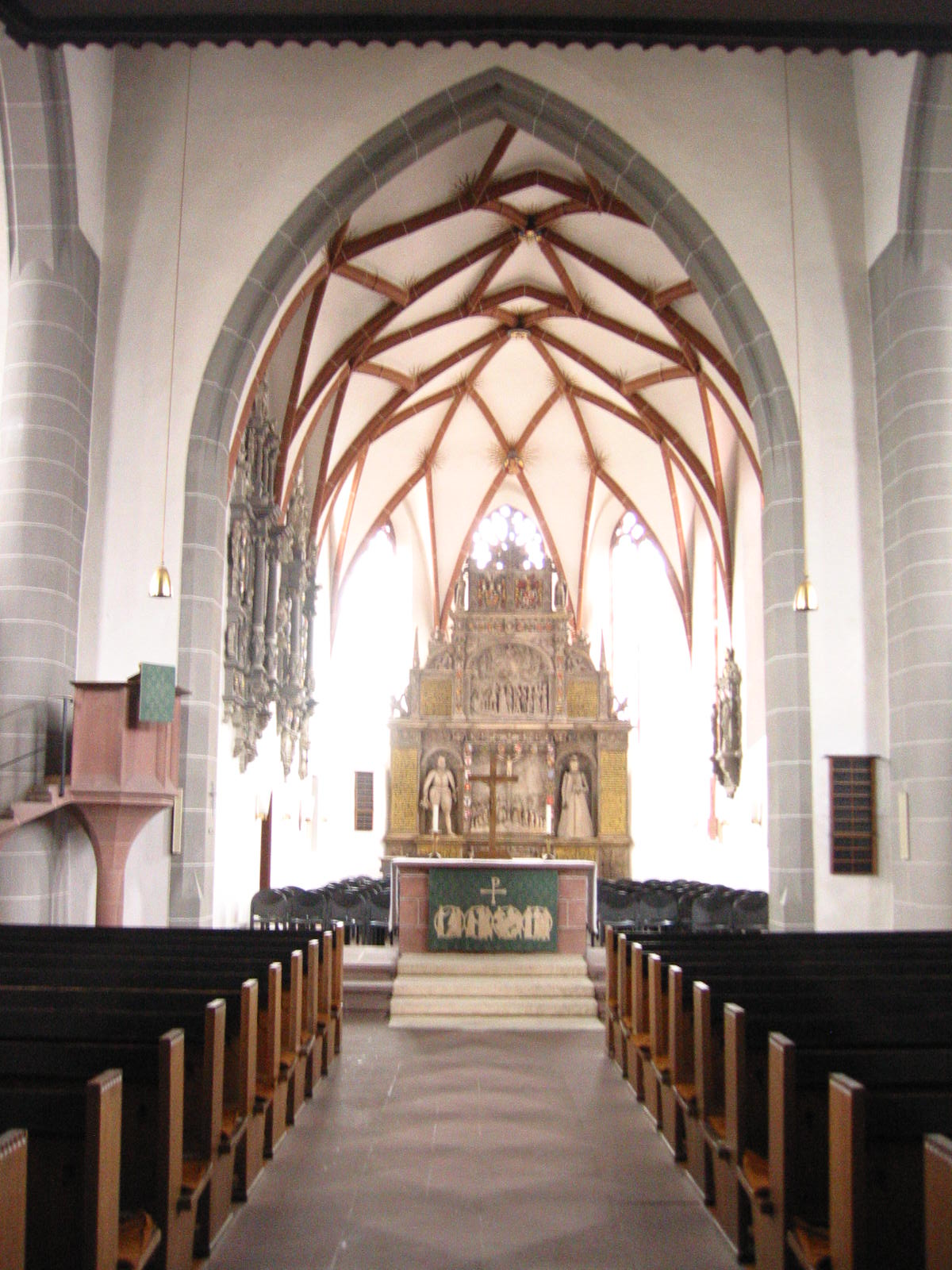